# She's Like the Wind
«She's Like the Wind» (en español: «Ella es como el viento») es es título de una power ballad de la película Dirty Dancing (1987) interpretada por Patrick Swayze y Wendy Fraser. Aunque Swayze es el vocalista principal del sencillo, éste fue listado como interpretado por "Patrick Swayze featuring Wendy Fraser"; Fraser es escuchada a lo largo de gran parte de la canción, específicamente en el coro final. El tema alcanzó el n° 3 del Billboard Hot 100 y n° 1 en la tabla de Adult Contemporary Tracks.

## Producción
Swayze y Stacy Widelitz coescribieron la canción en 1984.
Originalmente, fue creada para la banda sonora de Grandview, U.S.A. por lo que hablaba acerca del personaje de Jamie Lee Curtis en la película. Sin embargo, la canción no fue usada en la misma. Durante la producción de Dirty Dancing en 1987, Swayze les hizo escuchar el demo a la productora Linda Gottlieb y al director Emile Ardolino. A estos les encantó la canción y se la pasaron a Jimmy Ienner y Bob Feiden, los productores ejecutivos de la banda de sonido. Fue grabada para la misma en noviembre de 1986, con la producción de Michael Lloyd. El tema, como la película de la que formaba parte, fue un éxito, alcanzando el n° 3 del Billboard Hot 100 y el n° 1 en la tabla de Adult Contemporary, y fue un hit alrededor del mundo. Todavía se lo escucha en rotación en las radios. El álbum de la banda de sonido fue n° 1 por 19 semanas.

## Historia
Swayze coescribió e interpretó dos temas de la banda de sonido de la película Road House, además coescribió e interpretó un dueto con Larry Gatlin para Next of Kin.

### Vídeo musical
El vídeo musical en blanco y negro presenta clips de la película homónima. El vídeo puede ser visto en el DVD llamado Ultimate Dirty Dancing.

### Lista de temas
| Sencillo de 7" 1. «She's Like the Wind» — 3:49 2. «Stay» (por Maurice Williams and the Zodiacs) — 1:34 | Sencillo en CD 1. «She's Like the Wind» — 3:49 2. «Stay» (by Maurice Williams and the Zodiacs) — 1:34 |

### Posición en las Tablas
| Tabla de Sencillos (1988)                    | Posición más alta |
| -------------------------------------------- | ----------------- |
| Australia (Kent Music Report)                | 6                 |
| Austria                                      | 15                |
| Mega Top 100 de los Países Bajos             | 13                |
| Alemania                                     | 14                |
| Irlanda                                      | 4                 |
| Nueva Zelanda                                | 27                |
| Noruega                                      | 7                 |
| Puerto Rican Singles                         | 8                 |
| Sudáfrica                                    | 13                |
| Suecia                                       | 8                 |
| Suiza                                        | 23                |
| Reino Unido                                  | 17                |
| U.S. Billboard Hot 100                       | 3                 |
| U.S. Billboard Hot Adult Contemporary Tracks | 1                 |
| Tabla de Sencillos (1992-1993)               | Posición más alta |
| SNEP de Francia                              | 7                 |
| Tabla de Sencillos (2009)                    | Posición más alta |
| Suiza                                        | 67                |

### Sucesión en las listas
| Predecesor: «Season Change» de Exposé | U.S. Billboard Adult Contemporary Tracks — Sencillo N°. 1 27 de febrero de 1988 - 11 de marzo de 1988 | Sucesor: «Never Gonna Give You Up» de Rick Astley |

## Versiones
La canción ha sido versionada en varias oportunidades y en distintos idiomas. Algunos de los artistas que lo han hecho son:
- Vibekingz junto a Maliq, Phonekillaz, y Patrick Nuo. Esta versión alcanzó el puesto n° 2 en los charts de Alemania en 2006, y se mantuvo entre los 10 primeros por dos meses.
- Lumidee junto a Tony Sunshine, en su álbum Unexpected de 2007. Esta versión recibió amplia repercusión radial en los Estados Unidos, ubicándose entre los 20 primeros. Tony Sunshine canta la parte que en la versión original cantó Swayze, mientras que Lumidee rapea versos originales relacionados con el tema de la canción.[9][10] El vídeo de esta versión fue dirigido por Dayo.[11]
- Pet Shop Boys realizó una versión bastard pop del tema - tanto como canción como en un vídeo presentado en YouTube -, combinándolo con "Minimal".
- Girls Aloud versionó "She's Like the Wind" con el "Dirty Dancing Medley" que fue parte de The Sound of Girls Aloud: The Greatest Hits Tour siendo Kimberley Walsh la que entonó el solo.
- Ultrabeat versionó el tema en su álbum de 2008, Discolights: The Album.
- Jan Wayne en su álbum Back Again.
- Dmitry Chaplin y Chelsie Hightower interpretaron un tributo a Patrick Swayze en la Temporada 9 de Dancing with the Stars.
- John Sage lanzó un sencillo de la canción en 2013.
- Michael Spaulding versionó el tema para su álbum de 2013.
- La canción es usada brevemente en una escena de la película de 2009, (500) Days of Summer.

| Anterior: "Seasons Change" by Exposé | N° 1 en la Tabla de Sencillos del Billboard Adult Contemporary "She's Like the Wind" (versión de Patrick Swayze) 27 de febrero de 1988 | Siguiente: "Never Gonna Give You Up" by Rick Astley |